# Méouane
Méouane est une localité du Sénégal, située dans le département de Tivaouane et la région de Thiès.
C'est le chef-lieu de l'arrondissement de Méouane.
Le village comptait 1 493 personnes et 170 ménages lors du dernier recensement.